# Haupteintragung
Eine Haupteintragung ist die erste und in jedem Fall notwendige Eintragung einer Publikation in einen Bibliothekskatalog. Zu Zeiten des Zettelkatalogs wurde die Haupteintragung einer Publikation an der entsprechenden Stelle des alphabetischen Katalogs einsortiert. Möglich sind beispielsweise die Einordnung nach dem Namen des Verfassers, des Urhebers oder des Publikationstitels. Weitere Eintragungen wurden als Nebeneintragung bezeichnet.
Nach den im deutschen Sprachraum verwendeten RAK besteht eine Haupteintragung aus der unverändert gelassenen Einheitsaufnahme, hinzukommen können nur Nachtragungen und Ergänzungen.